# NitrosBase
NitrosBase — российская
высокопроизводительная СУБД, поддерживающая реляционную, графовую и документную модели данных.

## История
Являясь пионером семантического веба в России, компания-разработчик первоначально развивала продукт преимущественно как RDF-хранилище. Переработка в мультимодельную СУБД была поддержана в 2017 году грантом инновационного центра «Сколково».
NitrosBase используется в информационных системах поддержки реформирования здравоохранения в Российской Федерации.

## Функциональные характеристики
В NitrosBase все данные хранятся в формате внутренней графовой модели, прочие поддерживаемые модели являются ее представлениями. Независимо от того, в формате какой модели были загружены данные, к ним можно обращаться с помощью одного и того же языка запросов, единообразно сочетая в запросе обращения к данным, загруженным в формате различных моделей.
Более того, к данным в формате любой модели можно обращаться с использованием языка запросов, наиболее естественного для этой модели. NitrosBase поддерживает:
- SQL с элементами объектного синтаксиса — для запросов к данным в реляционном представлении;
- SPARQL и Gremlin-подобный язык Graph-it — для запросов к данных в графовом представлении.
- JSONiq[англ.] и язык запросов MongoDB — для данных в JSON-представлении.

## Нефункциональные характеристики

### Производительность
По заявлению компании-разработчика производительность NitrosBase может на несколько десятичных порядков превосходить производительность известных СУБД, в особенности на сложных JOIN-запросах.

### Масштабируемость
По заявлению компании-разработчика NitrosBase поддерживает различные виды репликации и шардинга.

### Надежность
Механизмы репликации позволяют достичь показателей доступности на уровне 99,99%. Имеется возможность явно задавать соотношение показателей доступности и согласованности для различных фрагментов данных.

### Транзакционность
Выполнение принципов ACID в распределенной архитектуре обеспечивается с помощью механизмов MVCC: каждая транзакция работает со своим снимком состояния базы данных — согласованной версией данных.

## Детали реализации
Внутренняя графовая модель близка к RDF*, используемой в Blazegraph и Amazon Neptune, благодаря чему внутренний граф данных возможно трактовать и как RDF-граф, и как Property Graph и, соответственно, производить запросы как SPARQL, так  и на Gremlin-подобных языках.
Взамен традиционно используемых в графовых СУБД индексов на основе B+-деревьев NitrosBase для хранения связей между вершинами графа внутренней модели использует индекс собственной разработки — Sparse Link Index. Другим источником повышения производительности является оптимизация хранения на физическом уровне с целью уменьшения числа операций произвольного доступа к оперативной памяти и жесткому диску.
Подобно memSQL, NitrosBase при выполнении запроса производит его трансляцию в код на C++.
Сообщается, что NitrosBase поддерживает такие аппаратные технологии ускорения, как
энергонезависимая память и, в кластерной версии, RDMA поверх InfiniBand.

## Награды и достижения
- Созданный на основе NitrosBase продукт MS SQL Server Accelerator был отмечен первой премией на конкурсе проектов конференции «Открытые двери в Силиконовую долину — 2009» и 3 марта 2010 года был признан стартапом дня программы Microsoft BizSpark.[7]
- Созданное на основе NitrosBase прикладное решение «Система топологического анализа семантических сетей» была удостоена главной награды премии «ЗУБР — 2008» в номинации «Новинка года».[8]